# (6561) Gruppetta
(6561) Gruppetta es un asteroide perteneciente al cinturón de asteroides, región del sistema solar que se encuentra entre las órbitas de Marte y Júpiter, descubierto el 10 de octubre de 1991 por Kenneth J. Lawrence desde el Observatorio del Monte Palomar, Estados Unidos.

## Designación y nombre
Designado provisionalmente como 1991 TC4. fue nombrado por John M. Gruppetta (nacido en 1957), quien es un viejo amigo del descubridor, es un ingeniero de diseño con interés en la astronomía.

## Características orbitales
Gruppetta está situado a una distancia media del Sol de 2,589 ua, pudiendo alejarse hasta 3,068 ua y acercarse hasta 2,110 ua. Su excentricidad es 0,185 y la inclinación orbital 13,671 grados. Emplea 1521,41 días en completar una órbita alrededor del Sol.
Pertenece a la familia de asteroides de (15) Eunomia.

## Características físicas
La magnitud absoluta de Gruppetta es 13,36. Tiene 6,184 km de diámetro y su albedo se estima en 0,266.